# ベイルアウト
ベイルアウト（Bail-out）とは、破産の危機に瀕している企業や国に資金援助を提供すること。
破綻・倒産が迫っている企業・国家に対する金融財政支援を指す。 ベイルアウトは、納税者への負担を回避する代わりにグローバルなシステム上重要な金融機関（G-SIFIs）の社債権者や預金者が資本再構成プロセスに参加することを余儀なくされるベイルイン（Bail-in、2010年に造語）とは異なる。政府が倒産プロセスに参加する権限を持つケースもある。例えば、米国政府は2009年から2013年にかけて行われたGeneral Motorsの救済に介入している。ベイルアウトにより債務超過を回避することができるが、必ずしも回避できるわけではない。
ベイルアウトという用語は、元々は海事用語であり、バケツを使って沈没する船舶から水を取り除く行為を指すものであり、航空宇宙関連でも、困難な脱出や緊急脱出の意味で用いられている。

## 概要
一般：

## ベイルアウトとベイルイン
ベイルインは、外部、特に政府の資本支援に依存しないため、ベイルアウトの反対である。
ベイルインは、破綻した企業を救済するために、内部資本増強により新たな資本を創出し、借り手の債権者が負っている債務の一部を帳消しにするか株式に転換することで負担を強いるものである。
(例えば、2013年のキプロスの銀行の場合、当該債権者は債券保有者であり、ベイルインは10万ユーロ以上の口座がある預金者であった。)

## 批判

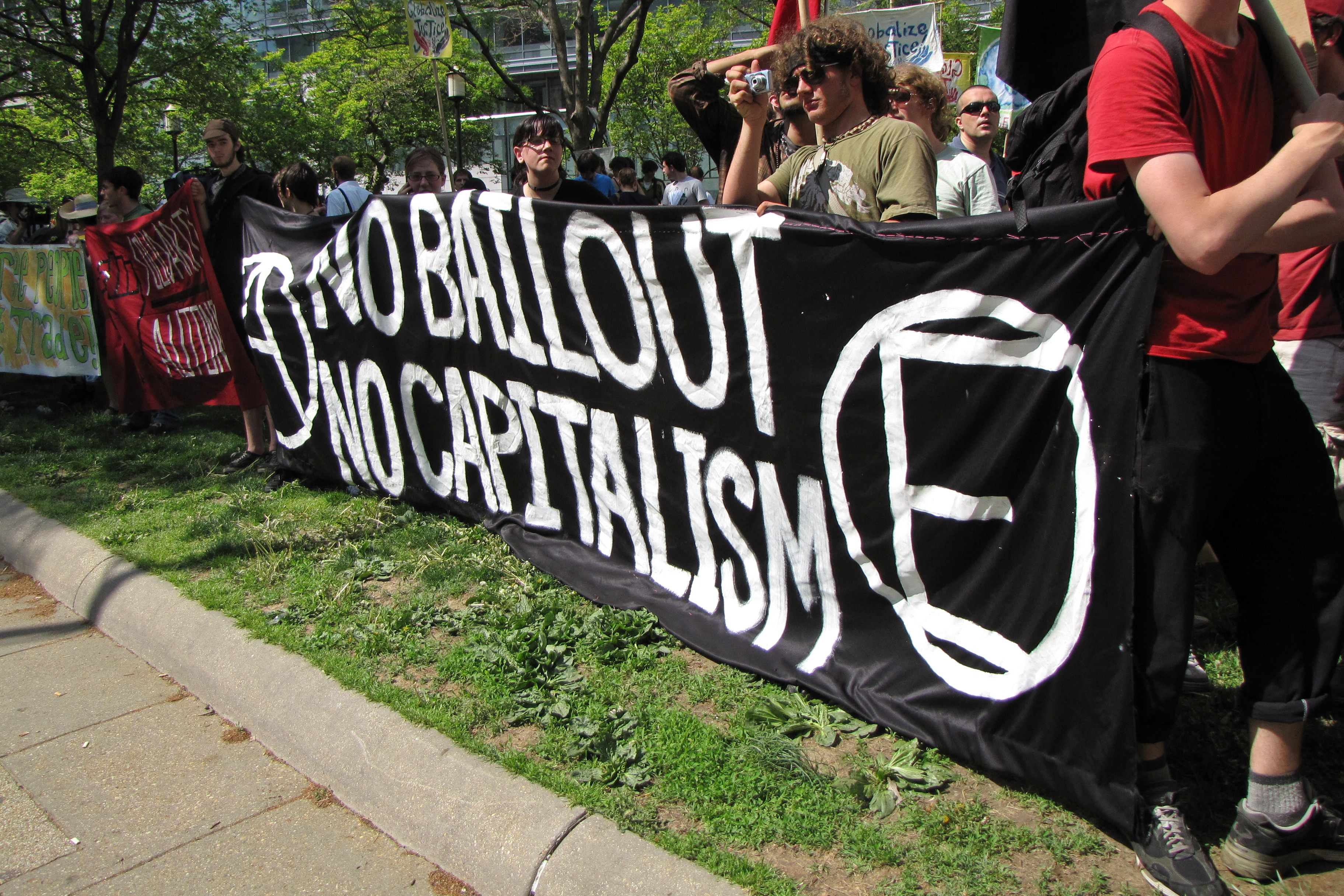
IMFと企業の救済に反対するアナキストの抗議

### 立法上および行政上の取り組み
特別：

### アメリカ
- 米国の救済総額-29.616兆ドル
- 21世紀のニューディール